# (I Don't Wanna Love You But) You Got Me Anyway
«(I Don't Wanna Love You But) You Got Me Anyway» es una canción interpretada por Sutherland Brothers & Quiver. Escrita por Iain Sutherland, la canción fue publicada como el primer sencillo de la banda el 23 de febrero de 1973 por Island Records.

## Antecedentes
Los hermanos Iain y Gavin Sutherland habían formado The Sutherland Brothers en 1968 como un dúo de folk rock/soft rock. Los hermanos Sutherland comenzaron su carrera como A New Generation, teniendo cierto éxito con el sencillo «Smokie Blues Away» (que usaba una melodía basada en el segundo movimiento de la Sinfonía del Nuevo Mundo de Antonín Dvořák). Posteriormente, con Sutherland Brothers Band (junto con el bajista Kim Ludman y el baterista Neil Hopwood), ganaron un nuevo contrato de grabación con Island Records y sacaron un álbum en 1972. Su primer sencillo como Sutherland Brothers Band fue bajo este contrato y fue un éxito menor, «The Pie», en enero de 1972. Su siguiente sencillo, «Sailing», que tuvo mucha difusión en la radio pero no tuvo éxito comercial (más tarde fue versionado por Rod Stewart).

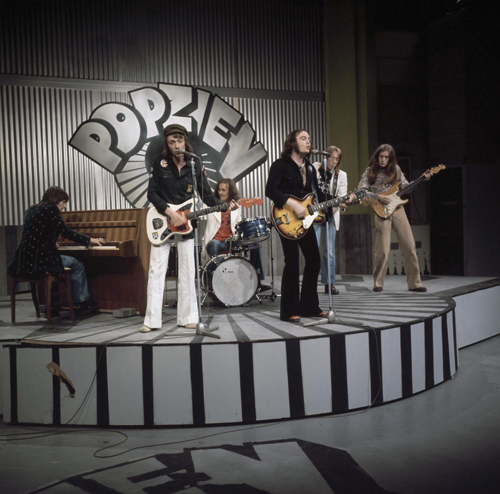
Sutherland Brothers & Quiver en el programa de televisión holandés Popzien, 8 de junio de 1973.

Su segundo álbum, Lifeboat, se anunció simplemente como Sutherland Brothers y se grabó con diferentes músicos de acompañamiento. Publicaron otros dos sencillos en 1972 (uno como Sutherland Brothers Band y otro como Sutherland Brothers), luego, a principios de 1973, en un esfuerzo por diversificar y expandir su sonido basado en la música folk, los hermanos Sutherland unieron fuerzas con una banda de rock local conocida como Quiver. Quiver estaba formada originalmente por el guitarrista Tim Renwick y el bajista John “Honk” Lodge (ambos trabajaron anteriormente con Junior's Eyes y David Bowie), pero pronto estuvo compuesta por Renwick, el guitarrista y cantante Cal Batchelor, el bajista Bruce Thomas y el baterista Willie Wilson.

## Lanzamientos
«(I Don't Wanna Love You But) You Got Me Anyway» fue publicada como sencillo el 23 de febrero de 1973 a través de Island Records en el Reino Unido. Más tarde, el sencillo apareció como la canción de apertura en el relanzamiento estadounidense de Lifeboat (1973). «(I Don't Wanna Love You But) You Got Me Anyway» se convirtió en un éxito menor en Norteamérica, alcanzando los puestos #48 y #25 en los Estados Unidos y Canadá, respectivamente.
«(I Don't Wanna Love You But) You Got Me Anyway» también apareció en el álbum recopilatorio de Rhino Entertainment Super Hits of the '70s – Have a Nice Day, Vol. 17 (1993), y en la caja recopilatoria de Cherry Red Records High in the Morning: The British Progressive Pop Sounds of 1973 (2022).

## Posicionamiento
| Gráfica (1973)                     | Pico de posición |
| ---------------------------------- | ---------------- |
| Australia (Kent Music Report)      | 48               |
| Canadá (RPM Top Singles)           | 25               |
| Estados Unidos (Billboard Hot 100) | 48               |
| Estados Unidos (Cashbox Top 100)   | 20               |